# Reading (Kansas)
Reading és una població dels Estats Units a l'estat de Kansas. Segons el cens del 2000 tenia 247 habitants.

## Demografia
Segons el cens del 2000, Reading tenia 247 habitants, 92 habitatges, i 63 famílies. La densitat de població era de 454,1 habitants/km².
Dels 92 habitatges en un 39,1% hi vivien nens de menys de 18 anys, en un 53,3% hi vivien parelles casades, en un 7,6% dones solteres, i en un 31,5% no eren unitats familiars. En el 26,1% dels habitatges hi vivien persones soles el 9,8% de les quals corresponia a persones de 65 anys o més que vivien soles. El nombre mitjà de persones vivint en cada habitatge era de 2,68 i el nombre mitjà de persones que vivien en cada família era de 3,29.
Per edats la població es repartia de la següent manera: un 33,2% tenia menys de 18 anys, un 6,5% entre 18 i 24, un 34,4% entre 25 i 44, un 16,6% de 45 a 60 i un 9,3% 65 anys o més.
L'edat mediana era de 32 anys. Per cada 100 dones de 18 o més anys hi havia 108,9 homes.
La renda mediana per habitatge era de 25.000 $ i la renda mediana per família de 29.500 $. Els homes tenien una renda mediana de 18.750 $ mentre que les dones 25.536 $. La renda per capita de la població era d'11.673 $. Entorn del 15,6% de les famílies i el 13,3% de la població estaven per davall del llindar de pobresa.

## Poblacions més properes
El següent diagrama mostra les poblacions més properes.